# 敦煌石窟
敦煌石窟是指公元4～14世纪在古敦煌郡地区开凿的石窟，主要有如下几个石窟：
- 莫高窟（千佛洞），位于敦煌市东郊，世界文化遗产，全国重点文物保护单位，共有735个洞窟。
- 西千佛洞，位于敦煌市西郊，全国重点文物保护单位，共有19个洞窟。
- 榆林窟（万佛峡），位于瓜州县（原安西县），全国重点文物保护单位，共有41个洞窟。
- 东千佛洞，位于瓜州县，全国重点文物保护单位，共有23个洞窟。
- 水峡口下洞子石窟，位于瓜州县，共有8个洞窟。
- 五个庙石窟，位于肃北蒙古族自治县，全国重点文物保护单位，共有5个洞窟。
- 一个庙石窟，位于肃北蒙古族自治县，共有1个洞窟。
- 昌马石窟，位于玉门市，共有11个洞窟。

敦煌位於戈壁沙漠，地處荒凉。建元二年（公元366 年），乐尊和尚在三危山開鑿了第一個洞窟，稱莫高窟，日後歷代不斷增鑿營建，漸成千餘洞窟。敦煌石窟以其建築、壁畫、彩塑名聞於世。許多石窟的開放時間是有限制的，有些重點石窟甚至無法開放給一般民眾觀賞。